# Сигнал (часопис)
Часопис Сигнал је гласило сигнализма, међународног неоавангардног стваралачког покрета пониклог у српској култури. Часопис је основан 1970. године у Београду, са поднасловом „Интернационална ревија за сигналистичка истраживања“. Оснивач и главни и одговорни уредник је Мирољуб Тодоровић.
У часопису су радове објављивали неоавангардни песници, прозни писци, есејисти и визуелни уметници из Европе, Северне и Јужне Америке, Јапана и Аустралије.
Сигнал је објављиван у две серије. Прва серија је излазила у раздобљу од 1970. до 1973. године (бројеви: 1, 2-3, 4-5, 6-7 и 8-9). Друга серија је излазила од 1995. до 2004. године (бројеви: 10, 11-12, 13-14, 15-16-17, 18, 19-20, 21, 22-23-24, 25-26-27 и 28-29-30).

## Истакнути инострани сарадници часописа „Сигнал“
- Раул Хаусман (Raoul Hausmann, дадаиста, оснивач Берлинске Даде 1918. године),
- Аугусто де Кампос (Augusto de Campos, један од покретача конкретне поезије),
- Микеле Перфети (Michele Perfetti, мејл-артиста, критичар и теоретичар неоавангарде, у више наврата писао о нашем сигнализму),
- Адријано Спатола (Adriano Spatola, италијански песник, уређивао часопис за експерименталну поезију „Там Там“),
- Клементе Падин (Clemente Padin, визуелни песник и теоретичар, у више наврата писао о сигнализму, уредник неоавангардног часописа "Ovum 10", из Уругваја),
- Жилијен Блен (Julien Blaine, визуелни песник, мејл-артист, концептуални уметник и перформер, уредник једног од најбољих часописа неоавангарде Doc(k)s-a),
- Саренко (Sarenco, визуелни песник, перформер, антологичар, оснивач и уредник италијанског неоавангардног часописа Lotta poetica),
- Еугенио Мичини (Eugenio Miccini, један од најистакнутијих италијанских визуелних песника и теоретичара неоавангарде),
- Ричард Костеланец (Richard Kostelanetz, визуелни песник, теоретичар неоавангарде, антологичар, уредник годишњака "Assembling"),
- Гиљермо Дајзлер (Guillermo Deisler, чилеански визуелни песник, критичар и антологичар),
- Боб Кобинг (Bob Cobbing, енглески конкретни песник и теоретичар звучне поезије),
- Ојген Гомрингер (Eugen Gomringer, конкретни песник и теоретичар, један од покретача конкретне поезије),
- Пјер Гарније (Pierre Garnier, конкретни песник и теоретичар, оснивач француског спацијализма – Le spatialisme – Prostorna poezija),
- Енцо Минарели (Enzo Minarelli, главни представник италијанске poesia visiva - видљива поезија),
- Кеичи Накамура (Keiichi Nakamura, јапански визуелни песник и мејл-артист),
- Дик Хигинс (Dick Higgins, визуелни песник и теоретичар неоавангарде, уредник издавачке куће енгл. ),
- Дмитриј Булатов (Dmitry Bulatov, руски визуелни песник, теоретичар и антологичар),
- Сол Левит (Sol LeWitt, један од најистакнутијих америчких концептуалиста),
- Шозо Шимамото (Shozo Shimamoto, члан познате јапанске неоавангардне групе Гутаи),
- Др Клаус Петер Денкер (Dr Klaus Peter Dencker, визуелни песник и теоретичар, састављач једне од култних антологија визуелне поезије "Text-Bilder"),
- Руђеро Мађи (Ruggero Maggi, италијански ликовни уметник, визуелни песник и мејл-артиста),
- Данијел Далиган (Daniel Daligand, француски визуелни песник, мејл-артиста и критичар),
- Вили Р. Мељников (Willi R. Melnikov, руски визуелни песник, мејл-артиста и перформер),
- Кум-Нам Баик (Kum-Nam Baik, јужнокорејски мејл-артиста),
- Он Кавара (On Kawara, амерички концептуални уметник),
- Др Клаус Грох (Dr Klaus Groh, неодадаиста, оснивач великог неодадаистичког центра у Немачкој и аутор бројних антологија и зборника визуелне поезије, мејл-арта и концептуалне уметности).